# Ensisheim
Ensisheim  es una localidad y comuna francesa, situada en el departamento de Alto Rin, en la región de Alsacia.
Sus habitantes reciben en el idioma francés el gentilicio de Ensisheimois.

## Historia
En 1431 se convirtió en la capital de la Austria Anterior, sede desde donde la Casa de Habsburgo gobernaba sus posesiones en Brisgovia, Ortenau y el Lago de Constanza. 
El 28 de octubre de 1444 se firmó aquí la paz de Ensisheim entre el Reino de Francia y Basilea y la Confederación Suiza que dio fin a los conflictos causados por los armañaques. 
Fue devastada durante la guerra de los Treinta Años, pasando a poder francés mediante el Tratado de Westfalia. Se convirtió en la capital de la Alsacia francesa hasta su traslado en 1674 a Breisach.

## Demografía
| 4516 | 5211 | 5685 | 5780 | 6164 | 6640 |
| Para los censos de 1962 a 1999 la población legal corresponde a la población sin duplicidades (Fuente: INSEE [Consultar]) |      |      |      |      |      |

## Personajes célebres
- Jacques Balde, (1603-1668)